# 希臘禮天主教克盧日-蓋爾拉教區
希臘禮天主教克盧日-蓋爾拉教區（拉丁語：Dioecesis Claudiopolitana-Samusuivariensis Romenorum）是羅馬尼亞一個東儀天主教教區、受希臘禮弗格拉什暨阿爾巴尤利亞總教區管轄。
2006年有教友60,000人、179個堂區、160名司鐸、1名終身執事、25名修士、110名修女。現任主教為弗洛倫廷·克里赫爾梅亞努。
1853年11月26日升為教區，時稱蓋爾拉教區。1930年6月5日易名至今。